# Боже, благослови Америку (фильм, 2011)
«Боже, благослови Америку» (англ. God Bless America) — американский сатирический кинофильм, вышедший на экраны в 2011 году. В главных ролях: Джоэл Мюррей (младший брат известного американского актёра Билла Мюррея) и Тара Линн Барр.

## Сюжет
Немолодой Фрэнк в разводе, он утомлён обывательскими буднями, «шлаком» на телевидении и поп-культурой. Его раздражают соседи, семейные скандалы и вопли ребёнка которых не дают ему спать. На работе он проявляет знаки внимания к офисной секретарше, отправляя ей на дом цветы, поскольку она выглядела расстроенной — однако секретарша интерпретирует жест сочувствия как сексуальное домогательство, и Френка увольняют, потому что в компании действует политика «нулевой толерантности».
Врач, к которому Фрэнк ранее обратился с жалобами на головную боль, демонстрирует ему томографический снимок, согласно которому у Фрэнка неоперабельная опухоль головного мозга. Вернувшись домой, Фрэнк достаёт свой пистолет и пытается покончить с собой, но видит по телевизору глуповатого Стивена — человека, не обладающего вокальными данными, которого судьи шоу талантов тем не менее пропускают в финал исключительно с намерением поглумиться над ним. Другой новостной сюжет рассказывает о Хло, звезде реалити-шоу, избалованной дочке богатых родителей, которая закатывает скандал на камеры, узнав, что родители подарили ей на день рождения автомобиль «не той марки». С отвращением посмотрев на её истерику, и осознавая, что жить ему осталось недолго и терять ему нечего, Фрэнк решает напоследок избавить мир от такого ничтожества.
Фрэнк угоняет автомобиль «доставших» его соседей и приезжает к школе, где учится Хло. Там его случайно встречает юная Рокси, поначалу принимающая его за извращенца, который подглядывает за школьниками в бинокль. Однако Фрэнк не трогает Рокси; он запирает Хло в её автомобиле, который пытается поджечь — а когда ему это не удаётся, убивает её выстрелом из пистолета. Это приводит Рокси в восторг: Хло уже успела опротиветь всем в школе. Фрэнк возвращается в мотель и вновь пытается покончить с собой, но последовавшая за ним Рокси отговаривает его от самоубийства. Она утверждает, что её мать наркоманка, а отчим — насильник, и уговаривает Фрэнка избавить мир от ещё нескольких «заслуживающих этого» людей, а также взять её с собой в этот «крестовый поход».
Узнав, что родители Хло горюют отнюдь не о смерти дочери, а о потраченных ими впустую деньгах, пара новоиспечённых киллеров убивает и их, а затем отправляются в путешествие через США, по пути умерщвляя встретившихся им людей, которые своим поведением это заслужили — например, посетителей кинотеатра, которые громко разговаривали в ходе сеанса. Фрэнк обучает Рокси обращению с оружием. В придорожной забегаловке, пока Рокси отходит в туалет, мужчина, принявший пару за педофила с малолетней проституткой, даёт «коллеге» несколько «полезных советов».
Из выпуска новостей Фрэнк узнаёт, что Рокси солгала ему, и её родители — вполне порядочные люди, обеспокоенные пропажей своей дочери. Возмущенный её обманом, он решает, что им нужно расстаться. Случайно вновь встретив «опытного педофила» из забегаловки, он убивает его удавкой и забирает его пикап, после чего отдаёт Рокси ключи от предыдущего автомобиля и приказывает ей возвращаться к родителям.
Приехав в Лос-Анджелес, где будет проходить финал шоу талантов, Фрэнк покупает у нелегального торговца оружием автомат Калашникова. По телевизору он видит выпуск новостей, в котором Рокси возвращается к ликующим родителям, а его самого объявляют в розыск как её похитителя. Однако на самом деле Рокси вовсе не рада возвращению.
Фрэнк пробирается в Китайский театр TCL, где проходит финал конкурса талантов и Стивен, безжалостно фальшивя, исполняет свой номер, в то время как аудитория вовсю насмехается над ним. Фрэнк прерывает программу, выходя на сцену и убивая одного из судей и нескольких зрителей. Охранник театра, подкравшись к нему со спины, пытается убить его, однако Рокси, оказавшаяся в аудитории, предупреждает Фрэнка об опасности. Убедившись, что прямой эфир продолжает идти, Фрэнк произносит предельно честную речь о бесстыдстве и эгоизме, которые пропагандируются в современном американском обществе и на телевидении, о потере души и доброты, и сожалеет об издевательствах, которые довели Стива до попытки самоубийства. Стив прерывает его, утверждая, что пытался покончить с собой вовсе не из-за издевательств, а из-за того, что его больше не хотели показывать по телевидению. Осознав, что даже Стив не достоин жалости, Фрэнк отдаёт автомат Рокси, убивает Стива из пистолета, и они продолжают расстрел аудитории вдвоём, в то время как их самих убивают полицейские.

## В ролях
| Актёр                  | Роль                                       |
| ---------------------- | ------------------------------------------ |
| Джоэл Мюррей           | Фрэнк                                      |
| Тара Линн Барр         | Рокси Хармон                               |
| Мелинда Пейдж Хэмилтон | Элисон                                     |
| Ларри Миллер           | отец Хло                                   |
| Мэдди Хассон           | Хло                                        |
| Дэн Спенсер            | врач                                       |
| Саманта Дроук          | подруга Хло                                |
| Джеффри Пирсон         | босс Фрэнка                                |
| Дори Бартон            | мать Хло                                   |
| Дэвид Менденхолл       | мистер Хармон                              |
| Андреа Харпер          | миссис Хармон                              |
| Трэвис Вестер          | Эд                                         |
| Майк Тристано          | Майк оружейный дилер                       |
| Тоби Хасс              | застреленный мужчина с мобильным телефоном |
| Мо Гаффни              | Лаунж-певица                               |
| Кирк Бовилл            | капитан полиции                            |
| Брайс Джонсон          | сотрудник                                  |

Роль Тары Барр в этом фильме стала её дебютом в большом кино.

## Критика
Фильм получил преимущественно смешанные отзывы.
На сайте Rotten Tomatoes картина имеет рейтинг 67% со средним рейтингом 6.2 / 10, на основании 111 рецензий критиков; критический консенсус сайта гласит: «Тёмно-комическая полемика о современной культуре „Боже, благослови Америку“ неравномерна в некоторой степени, но идеи, стоящие за этим процессом осуществления мести, всё ещё привлекательны» .
Сайт Metacritic присвоил фильму средний балл 56 из 100 на основе 24 обзоров.
Критик Chicago Sun-Times Роджер Эберт дал фильму 2 звезды из 4 и написал: «Это фильм, который начинается с беспощадной комической дикости и превращается в просто беспощадную дикость. Но вау, какое открытие».
Джеймс Берардинелли из Reelviews похвалил фильм, присвоив ему 3 звезды из 4, назвав его «забавным, но порой неудобным».
Оуэн Гляйберман из Entertainment Weekly дал C и описал фильм как «бурлеск, превращающийся в разглагольствование, превращающийся в буйство».
Некоторый негативный прием был вызван тем, что многие критики заметили сходство с фильмом «С меня хватит!».

## Награды
| Год  | Премия             | Номинация                                                    | Номинант       | Результат |
| ---- | ------------------ | ------------------------------------------------------------ | -------------- | --------- |
| 2013 | Young Artist Award | Лучшая молодая актриса в международном художественном фильме | Тара Линн Барр | Номинация |